# Ursula Frick

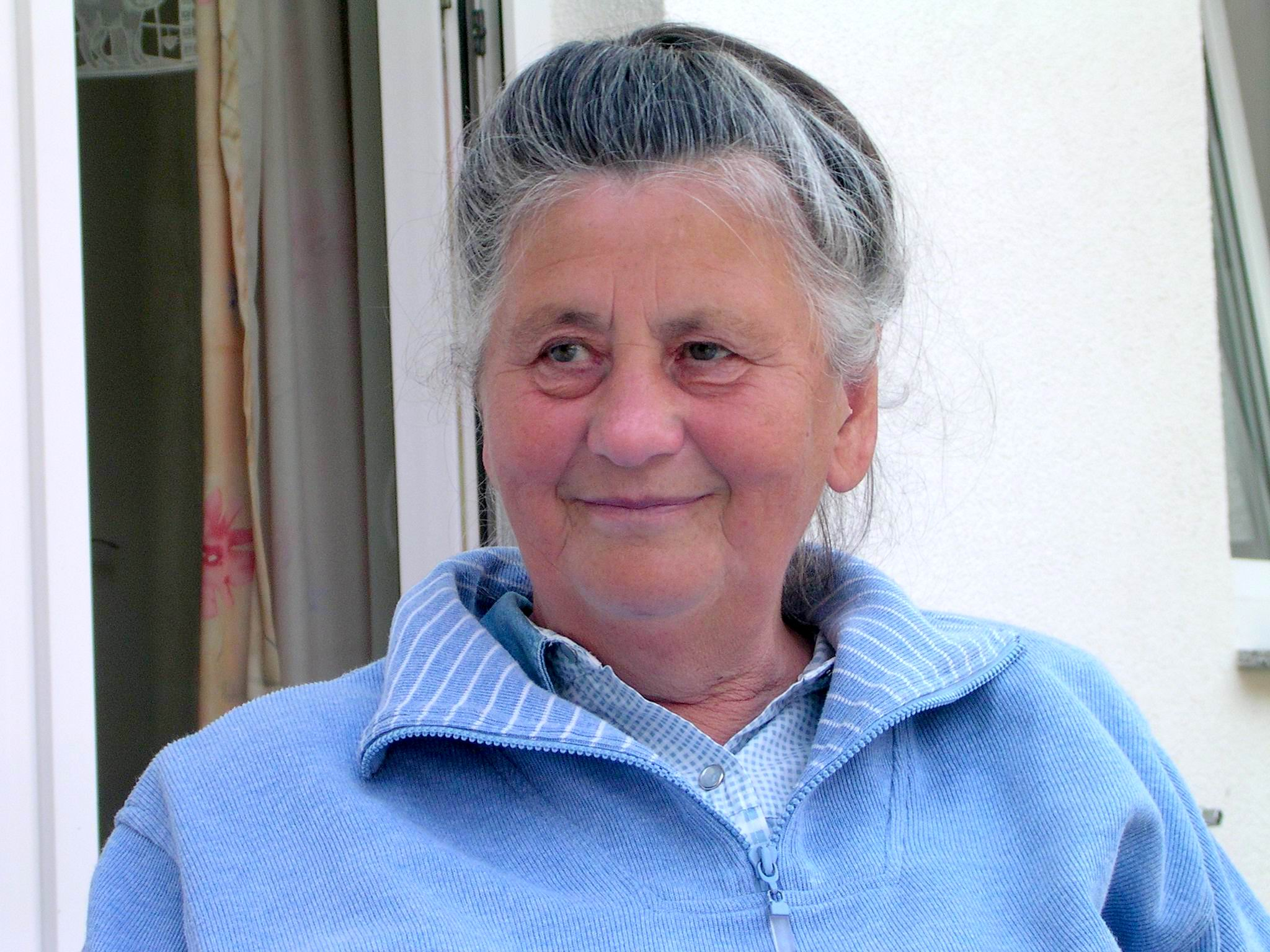
Ursula Frick, 2012

Ursula Frick (* 5. Dezember 1938 in Gumbinnen, Ostpreußen; † 21. September 2023 in Wolgast) war eine deutsche Ärztin und Universitätsprofessorin.

## Biografie
Ursula Frick besuchte Schulen in Teschenhagen, Rambin und Binz auf Rügen. Nach ihrem Abitur 1957 studierte sie an der Medizinischen Fakultät der Humboldt-Universität Berlin und der Universität Rostock.
Nach Erhalt der Approbation 1963 promovierte sie zum Thema Erfahrungen mit der Pfannendachplastik bei der Luxatio coxae congenita und absolvierte ihr Pflichtassistentenjahr an der Orthopädischen Chirurgischen sowie der Medizinischen Universitätsklinik in Rostock sowie ihr allgemeinärztliches Jahr an der Chirurgischen Universitätsklinik Rostock.
Von 1965 bis 1979 folgte die Ausbildung und Arbeit als Fachärztin für Blutspende- und Transfusionswesen an der Chirurgischen Universitätsklinik Rostock und 1971 die Lehrbefähigung für das Fachgebiet Blutspende- und Transfusionswesen und Angewandte Gerinnungsphysiologie.
Der akademische Grad Dr. sc. med. wurde ihr 1974 nach Verteidigung der Promotion B zum Thema Bestimmung und Bedeutung fibrinolytischer Spaltprodukte bei chirurgischen Operationen verliehen.
Mit der Übersiedelung nach Greifswald 1979 wurde sie Oberärztin im Institut für Pathobiochemie (bis 1985 Zentrallabor) der Universität Greifswald und Leiterin des Arbeitsbereichs Hämostaseologie und bekam 1980 die ordentliche Dozentur für Klinische Chemie und Laboratoriumsdiagnostik verliehen.
1990 folgte die Außerordentliche Professur für Klinische Chemie und Laboratoriumsdiagnostik sowie 1995 die Ernennung zur Universitätsprofessorin auf Lebenszeit. Ursula Frick veröffentlichte zahlreiche wissenschaftliche Arbeiten.
Ursula Frick war mit Gerhard Frick verheiratet, zusammen hatten sie drei Kinder, u. a. den Autor und Regisseur Thomas Frick.

## Veröffentlichungen (Auswahl)
- Prophylaxis of thromboembolism using low dosage heparin. PMID 369234.
- Postoperative changes of the thrombocyte number and function. PMID 85594.
- Results of a new platelet function test in various clinical diseases and in preserved blood. PMID 80366.
- Use of partial thromboplastin time and thrombin time in the diagnosis of disseminated intravascular coagulation. PMID 75159.
- mit Gerhard Frick, Ronald Dehmlow: Praxisleitfaden UVB und HOT: Grundlagen und Anwendung der Reiz-Reaktions-Therapie. Hippokrates-Verlag, Stuttgart 2001, ISBN 978-3-7773-1463-1.
- Fibrinolysis before and after gold therapy in rheumatoid arthritis. PMID 64412.
- Quantitative determination of fibrinolytic degradation products by means of electroimmunodiffusion. PMID 4140822.